# 허준박물관

허준박물관(許浚博物館)은 의성 허준 선생이 태어나고 성장하였으며 《동의보감》(국보 제319호, 유네스코 세계기록유산)을 집필하고 돌아가신 곳으로 알려진 서울특별시 강서구에 2005년 3월 23일 개관한 공립 박물관이다.

## 소장품
- 동의보감, 신찬벽온방(보물 제1087-2호)

## 관련 기관
- 강서문화원
- 강서아트리움
- 겸재정선미술관

## 같이 보기
- 서울특별시의 박물관과 미술관 목록
- 대한민국의 박물관과 미술관 목록